# Parachydaeopsis laosica
Parachydaeopsis laosica là một loài bọ cánh cứng trong họ Cerambycidae.